# Ken Bates
Kenneth William Bates (nascido em 4 de dezembro de 1931) é um empresário, executivo de futebol e hoteleiro britânico. Ele esteve envolvido no desenvolvimento do Estádio de Wembley e é ex-proprietário e presidente dos clubes de futebol Chelsea e Leeds United.
Bates passou cinco anos como presidente do Oldham Athletic durante a década de 1960 e também teve uma passagem pelo Wigan Athletic. Em 1982, ele comprou o Chelsea por £1. Durante seu mandato, ajudou o clube a vencer uma longa batalha contra os promotores imobiliários que estavam tentando expulsá-lo de sua casa em Stamford Bridge. No final de seu reinado, o Chelsea estava regularmente terminando entre os seis primeiros da Premier League e havia conquistado seus primeiros troféus importantes desde a década de 1970, embora tivesse uma dívida de cerca de £80 milhões. Em julho de 2003, ele vendeu o clube para o bilionário russo Roman Abramovich, de quem recebeu aproximadamente £18 milhões.
Em janeiro de 2005, Bates comprou uma participação de 50% no Leeds United, outro clube que lutava contra uma dívida pesada. Em maio de 2007, o Leeds entrou em processo de administração e foi rebaixado para a League One. O clube recuperou o status de campeão em 2010 e, em maio de 2011, foi confirmado que Bates havia se tornado o único proprietário. Em novembro de 2012, Bates vendeu sua participação no Leeds United para a GFH Capital.